# Décorations de l'armée de l'air des États-Unis
Les décorations de l'armée de l'air des États-Unis sont des décorations militaires qui sont décernées par le Département de l'armée de l'air aux membres de l'armée de l'air des États-Unis et  aux gardiens de l'armée de l'espace des États-Unis, ainsi qu'aux membres des autres branches de l'armée des États-Unis servant sous le commandement de l'armée de l'air et de l'armée de l'espace. Des cinq branches des forces armées des États-Unis, l'armée de l'air et les garde-côtes maintiennent actuellement le plus grand nombre de décorations à l'heure actuelle (l'armée de l'air a le plus de rubans, alors que les garde-côtes ont plus de médailles).

## Histoire
Les décorations de l'armée de l'air ont été créées en 1947. À ce moment-là, les membres de l'armée de l'air avaient le droit de recevoir la plupart des décorations de l'armée de terre. Les vétérans de l'armée de l'air de la Seconde Guerre mondiale avaient droit de continuer à arborer des médailles de campagne de la Seconde Guerre mondiale.
En 1962, après la crise des missiles de Cuba, l'armée de l'air a commencé à créer son propre tableau de distinctions et, en conséquence, ses membres ne purent plus recevoir de décorations de l'armée de terre. Vers la fin de la guerre du Viêt Nam, la plupart des décorations actuelles avaient été créées. Les membres de l'armée de l'air avaient aussi le droit de recevoir et de porter toutes les décorations inter-armées.
Au début du XXIe siècle, l'armée de l'air a créé plusieurs nouveaux rubans ainsi qu'une médaille de campagne spécifique, la Air and Space Campaign Medal. Depuis, cela a conduit à des remarques désobligeantes sur la quantité de décorations, rubans et distinctions en vigueur dans l'armée de l'air. Si bien que le port de certaines distinctions de l'armée de l'air (comme la Air Force Training Ribbon) est interdit aux marins, garde-côtes et aux marines, car il n'existe pas d'équivalent dans ces branches de l'armée.
En février 2006, l'armée de l'air a arrêté de décerner de nouvelles médailles de bonne conduite. En février 2009, cependant, cette médaille a été rétablie. De plus, cette médaille a été attribuée rétroactivement à ceux qui étaient en service durant sa suspension.
Les membres de l'armée de l'air ont aussi le droit de recevoir certaines décorations étrangères, ainsi que certaines décorations internationales. Les décorations d'Armée de l'air actives actuellement sont les suivantes :

## Décorations militaires

### Médailles du mérite
| Air Force Cross | Air Force Distinguished Service Medal | Airman's Medal | Aerial Achievement Medal | Air and Space Commendation Medal | Air and Space Achievement Medal |
| --------------- | ------------------------------------- | -------------- | ------------------------ | -------------------------------- | ------------------------------- |
|                 |                                       |                |                          |                                  |                                 |
|                 |                                       |                |                          |                                  |                                 |

### Médailles de service
| Combat Action Medal | Combat Readiness Medal | Remote Combat Effects Campaign Medal | Air and Space Campaign Medal | Nuclear Deterrence Operations Service Medal |
| ------------------- | ---------------------- | ------------------------------------ | ---------------------------- | ------------------------------------------- |
|                     |                        |                                      |                              |                                             |
|                     |                        |                                      |                              |                                             |

### Médailles pour bonne conduite
| Air Force Good Conduct Medal | Space Force Good Conduct Medal | Air Reserve Forces Meritorious Service Medal |
| ---------------------------- | ------------------------------ | -------------------------------------------- |
|                              |                                |                                              |
|                              |                                |                                              |

### Distinctions régimentaires
| Presidential Unit Citation | Gallant Unit Citation | Air Force Meritorious Unit Award | Outstanding Unit Award | Organizational Excellence Award |
| -------------------------- | --------------------- | -------------------------------- | ---------------------- | ------------------------------- |
|                            |                       |                                  |                        |                                 |

### Rubans de service
| Outstanding Airman of the Year Ribbon  | Air and Space Recognition Ribbon  | Air Force Overseas Short Tour Service Ribbon | Air Force Overseas Long Tour Service Ribbon        |
| -------------------------------------- | --------------------------------- | -------------------------------------------- | -------------------------------------------------- |
|                                        |                                   |                                              |                                                    |
| Air Force Expeditionary Service Ribbon | Air Force Longevity Service Award | Air and Space Longevity Service Award        | Developmental Special Duty Ribbon                  |
|                                        |                                   |                                              |                                                    |
| Military Training Instructor Ribbon    | Air Force Recruiter Ribbon        | USAF NCO PME Graduate Ribbon                 | USAF Basic Military Training Honor Graduate Ribbon |
|                                        |                                   |                                              |                                                    |
| Small Arms Expert Marksmanship Ribbon  | Air and Space Training Ribbon     |                                              |                                                    |
|                                        |                                   |                                              |                                                    |

### Insignes de récompense
| Récompenses et insignes de la compétition de tir de l'armée de l'air américaine | President's Hundred Award/Tab | Prix/insigne d'aviateur exceptionnel de l'armée de l'air américaine |
| ------------------------------------------------------------------------------- | ----------------------------- | ------------------------------------------------------------------- |
|                                                                                 |                               |                                                                     |

## Distinctions civiles
- Air Force Decoration for Exceptional Civilian Service - Semblable à la médaille militaire Distinguished Service Medal. La médaille est dorée et porte le blason de l'armée de l'air avec une couronne de laurier. Le ruban est une soie bleu foncé avec trois lignes pointillées or-orange au centre.

- Air Force Valor Award - Similaire à l'Airman's Medal. La médaille est dorée et porte l'éclair de l'armée de l'air sur un triangle équilatéral surmonté par l'aigle de l'armée de l'air perché sur un rouleau où est inscrit "Valor" dans une couronne couleur olive. Le ruban est bleu clair avec quatre raies jaunes, deux raies bleu foncé et une raie rouge dans le centre.

- Air Force Outstanding Civilian Career Service Award - Semblable à la médaille militaire Legion of Merit. La médaille de bronze porte le blason de l'armée de l'air avec une couronne de laurier. Le ruban est blanc bordé de marron avec trois raies couleur bordeaux au centre.

- Air Force Meritorious Civilian Service Award - Semblable à la médaille militaire Meritorious Service Medal. Médaille d'argent, avec emblème de revers portant le blason de l'armée de l'air avec une couronne de laurier. L'emblème avec le rubis indique que le récipiendaire a reçu plus d'une médaille du mérite pour services civils.

- Air Force Command Award for Valor - Similaire à la médaille militaire Meritorious Service Medal lorsqu'elle est attribuée pour héroïsme. Médaille d'argent de la conception identique à Air Force Valor Award. Le ruban est en soie bleu clair avec quatre raies jaunes et une raie rouge au centre.

- Air Force Exemplary Civilian Service Award - Similaire à la médaille militaire Commendation Medal

## Distinctions de service public
- Air Force Scroll of Appreciation (ou Air Force Scroll of Honor) - Pour l'accomplissement méritoire ou service entièrement volontaire exécuté comme un service public ou patriotique.

- Air Force Exceptional Service Award - Médaille dorée portant le blason de l'armée de l'air avec une couronne de laurier. Le ruban est en soie bleu foncé avec trois lignes pointillées or-orange au centre.